# Vampire (Olivia Rodrigo)
"Vampire" is een nummer van de Amerikaanse singer-songwriter Olivia Rodrigo uit 2023. Geffen Records bracht het uit als de eerste single van haar tweede studioalbum, Guts.
Rodrigo verklaarde dat haar tweede studioalbum, Guts, vrolijker zou zijn dan haar debuutalbum Sour. Op 13 juni 2023 kondigde ze "Vampire" aan als de eerste single van het album. Rodrigo vertelde dat zij het nummer beschouwde als haar "versie van een rockopera". Rodrigo had het nummer aanvankelijk bedoeld als een pianoballade, maar in samenwerking met producer Dan Nigro evolueerde het naar de huidige vorm. Nigro produceerde het nummer en verzorgde de drumprogrammering. Hij speelt gitaar, percussie, piano, bas en synthesizer op het nummer. Benjamin Romans speelt piano, Paul Cartwright speelt altviool en viool, Sam Stewart speelt elektrische gitaar en Sterling Laws speelt drums.

## Ontvangst
"Vampire" stond bovenaan de hitlijsten in Australië, Canada, Ierland, Israël, Japan, Nieuw-Zeeland, het Verenigd Koninkrijk en de Verenigde Staten. Het werd Rodrigo's derde single die in alle acht landen bovenaan de hitlijsten stond. Het nummer bereikte ook de top 10 in Oostenrijk, Duitsland, Griekenland, IJsland, Letland, Luxemburg, Maleisië, Noorwegen, de Filipijnen, Singapore en Vietnam. In de Nederlandse Top 40 bereikte het de 14e positie. In de Vlaamse Ultratop 50 plek 26, en in de Waalse Ultratop 50 de derde plek.
Het lied werd genomineerd voor Record of the Year, Song of the Year en Best Pop Solo Performance bij de 66e Grammy Awards. Het nummer werd voor zes MTV Video Music Awards genomineerd en won die voor beste montage. Ook de People's Choice Award en een drietal Webby Awards werden gewonnen.

## NPO Radio 2 Top 2000
Vampire stond in 2024 voor het eerst in de NPO Radio 2 Top 2000, op plek 1007.